# Ellenton (Floryda)
Ellenton – jednostka osadnicza w Stanach Zjednoczonych, w stanie Floryda, w hrabstwie Manatee.